# Kompromiss von Atlanta
Der Kompromiss von Atlanta (eng. Atlanta Compromise) von 1895 stellt ein informelles Abkommen zwischen Anführern der schwarzen Minderheit und Politikern der Südstaaten dar.

## Hintergrund
Der Kompromiss wurde auf der Atlanta Cotton Exposition bekanntgegeben.  Booker T. Washington, Präsident des Tuskegee Institute handelte ihn von schwarzer Seite aus. Der Atlantakompromiss verzichtete auf den Zugang zur Universitätsbildung und forderte zwar Rechtssicherheit, nicht aber rechtliche Gleichstellung ein. Er fand damit eine breitere Zustimmung auch in den Südstaaten und deren weißen Oberschicht. Dabei wurde die Rolle einer breiten beruflichen Bildung betont. Das dazu gegründete Tuskegee Institute ermöglichte handwerkliche Ausbildungsgänge für Schwarze. Die National Negro Business League setzte sich für die beruflichen Interessen der schwarzen Handwerker ein. Im Jahre des Todes von Booker Washington (1915) bestand das Tuskegee Institute aus 123 Gebäuden auf 930 Hektar Land und besaß Maschinen im Wert von über einer Million Dollar.

## Infragestellung
Mit Beginn des 20. Jahrhunderts stellten unter anderem W. E. B. Du Bois und William Monroe Trotter den Kompromiss in Frage. Du Bois forderte unter dem Motto Talented Tenth eine vermehrte Beteiligung der Schwarzen an der Universitätsbildung und begann eine Bewegung für Gleichstellung und Bürgerrechte. Nach dem Tod von Booker Washington 1915 schlossen sich die beiden Strömungen vermehrt zusammen.